# Association des professeurs d'histoire et de géographie
L'Association des professeurs d'histoire et de géographie (APHG) est une association d'enseignants français d'histoire et de géographie.
L'association est fondée en 1910 au lycée Louis-le-Grand et est reconnue par le ministère de l'Éducation nationale comme à but non lucratif et importante dans le système scolaire français. Elle regroupe les enseignants de l'école primaire à l'université. Depuis sa création, elle soutient les préoccupations professionnelles des deux disciplines dans le but d'unir les intérêts des enseignants et des élèves dans la perspective de l'éducation républicaine.
Elle édite depuis 1965 une revue scientifique et didactique trimestrielle réputée, Historiens et Géographes.
Le siège de l'association est situé à Paris. En 2022, elle a environ 9 000 membres.

## Histoire
L'APHG a été fondée le 1er novembre 1910 au lycée Louis le Grand, sous le nom de Société des professeurs d'histoire-géographie. Elle publie dès la première année un bulletin intitulé Bulletin de la société des professeurs d'histoire-géographie, qui devient en 1965 l'actuelle revue Historiens et Géographes.
La Société des professeurs d'histoire-géographie est interdite sous le régime de Vichy, de 1940 à 1944. Refondée après la Libération, en novembre 1944, elle devient en 1975 l'Association des professeurs d'histoire-géographie.
Avec le Verband der Geschichtslehrerinnen und -lehrer Deutschlands (de) allemand, elle a apporté une contribution à la compréhension franco-allemande, notamment dans les années 1950 et 1960. L'association est membre d'Euroclio.

## Fonctions et activité
Elle organise, par le biais des sections régionales existant dans chaque académie, des journées de formation disciplinaire à destination des professeurs d'histoire-géographie. Elle est présente lors d'événements relatifs à l'histoire et à la géographie, tels que les Rendez-vous de l'histoire de Blois depuis 1998 et le Festival international de géographie à Saint-Dié des Vosges depuis 1989. Elle a signé des partenariats avec plusieurs institutions culturelles ou organismes liés à ces disciplines, tels que l'Institut national de recherches archéologiques préventives (Inrap) ou l'Institut du Monde arabe, afin de développer des partenariats scientifiques avec ces institutions. L'APHG est partenaire du Concours national de la Résistance et de la déportation.
L'APHG est reconnue comme une association représentative de la profession, et porte à ce titre auprès du ministère de l'Education nationale ainsi que de la représentation nationale les requêtes et doléances relatives à l'enseignement de ces disciplines. Des membres de son bureau national sont auditionnées dans le cadre de commissions d'enquête, comme la commission d'enquête "Service public de l'éducation, repères républicains et difficultés des enseignants" en 2015.
Elle intervient aussi dans le débat public concernant le contenu des programmes scolaires et les enjeux relatifs à l'enseignement de l'histoire, de la géographie, et de l'enseignement moral et civique. Elle s'oppose, par exemple, avec les associations de professeurs d'histoire et de géographie de l'enseignement supérieur (SOPHAU, SHMESP, AHMUF, H2C, SFHPO et CNFG), au projet de réforme du CAPES visant à avancer le passage du concours en troisième année de licence en 2024. Concernant le contenu des programmes, elle répond, par exemple, en août 2023 aux propos du président Emmanuel Macron qui considère les programmes d'histoire comme trop peu chronologiques.
Après l'assassinat de Samuel Paty le 16 octobre 2020, l'association fonde un prix scolaire portant le nom de Prix Samuel Paty. Adressé aux classes de la primaire au lycée, ce prix scolaire est destiné à récompenser des classes ayant mené un projet sur une thématique choisie chaque année par le jury du prix, thématiques liées aux programmes d'enseignement moral et civique. Le jury du prix est présidé par Christophe Capuano, professeur des universités et membre du Conseil des sages de la laïcité et des valeurs de la République.

## Liste des présidents
| Identité                            | Période        | Période | Durée         |
| Identité                            | Début          | Fin     | Durée         |
| ----------------------------------- | -------------- | ------- | ------------- |
| Édouard Bruley (d) (1893 - 1978)    | 1947           | 1957    | 10 ans        |
| Robert Hubac (d) (1910 - 1975)      | 1957           | 1963    | 6 ans         |
| Jean-Marie d'Hoop (d) (1909 - 1994) | 1964           | 1972    | 8 ans         |
| Jacqueline Bonnamour (1924 - 2020)  | 1972           | 1974    | 2 ans         |
| André Laronde (1940 - 2011)         | 1975           | 1976    | 1 an          |
| Jeannine Geoffroy (d) (1927 - 2008) | 1975           | 1975    | moins d’un an |
| Jean Peyrot (d) (1930 - 2009)       | 1976           | 1995    | 19 ans        |
| Robert Marconis (né en 1945)        | 1995           | 2007    | 12 ans        |
| Jacques Portes (d) (1944 - 2017)    | 2007           | 2011    | 4 ans         |
| Bruno Benoit (né en 1949)           | 2011           | 2017    | 6 ans         |
| Franck Collard (d) (né en 1963)     | 2017           | 2023    | 6 ans         |
| Joëlle Alazard (d) (née en 1976)    | 5 février 2023 |         |               |